# Marko Klančar
Marko Klančar, slovenski smučar prostega sloga, * 16. februar 1970, Kranj.
Marko Klančar je za Slovenijo nastopil na Zimskih olimpijskih igrah 1992 v Albertvillu, kjer je v akrobatskih skokih osvojil 16. mesto. Zdaj vodi Smučarsko akrobatski klub v Kranju, kjer mlade uči novodobnih prvin v tem športu. Je tudi mednarodni sodnik na tekmovanjih za svetovni pokal smučanja prostega sloga in ima " FIS A " licenco.